# 뉴질랜드의 지명

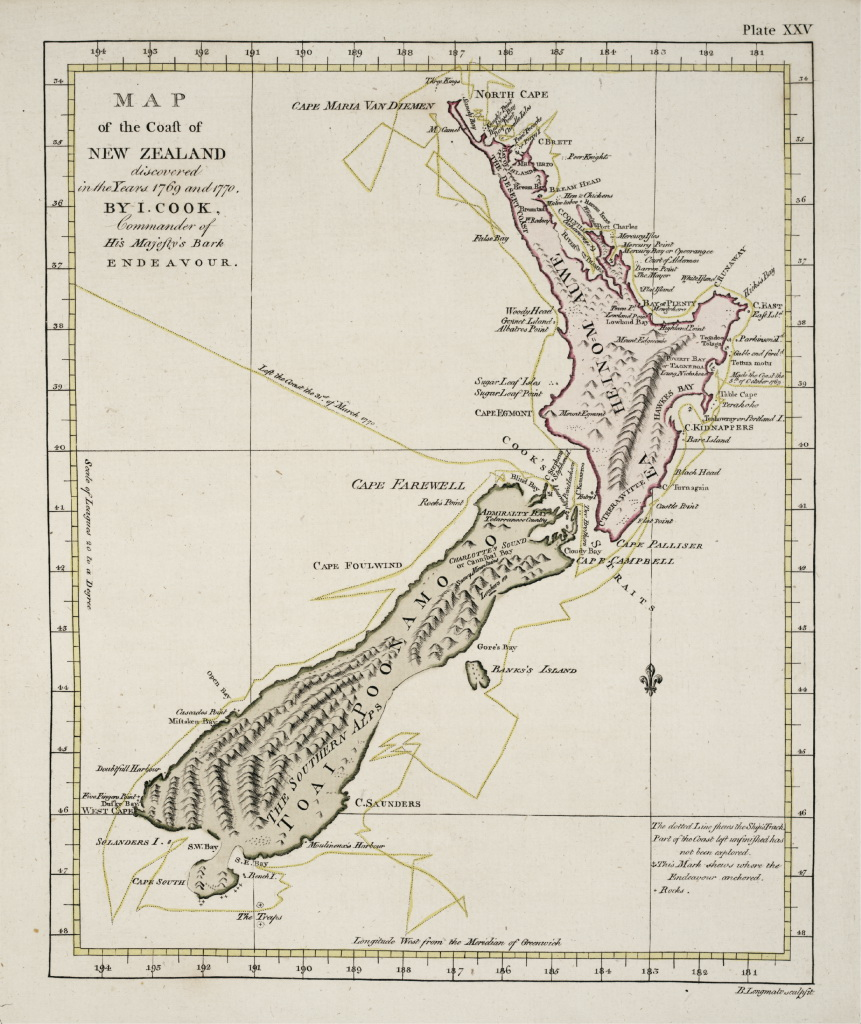
제임스 쿡이 만든 뉴질랜드 지도. 이 지도에는 마오리의 지명과 쿡 자신이 붙인 이름이 섞여 있다.

뉴질랜드의 대부분의 지명은 마오리어 또는 영어에서 유래했다. 양쪽 모두 고향의 저명한 인물이나 사건, 장소, 선박을 기리거나 주변 지역을 묘사하기 위해 이름을 사용했다. 유럽인이 도착하기 전 마오리가 뉴질랜드 전체를 지칭하는 이름을 가지고 있었는지는 알려져 있지 않으나, 식민화 이후 "긴 흰 구름"으로 번역되는 아오테아로아라는 이름이 뉴질랜드 전체를 나타내기 위해 사용되었다. 네덜란드 지도 제작자들은 섬들을 네덜란드 지방인 질란트에 따라 라틴어로 노바 젤란디아(Nova Zeelandia)라고 명명했다. 영국이 탐험을 시작했을 때 이 나라는 뉴질랜드(New Zealand)로 영국화되었다.
많은 초기 마오리 지명은 18세기 후반과 19세기 초에 유럽인들에 의해 대체되었다. 1894년 정부의 개정과 1940년대 중반 뉴질랜드 지리 위원회의 설립으로 원래의 마오리 이름을 장려하게 되었지만, 다양한 철자와 영어식 발음이 여전히 존재했다. 현재 많은 이름이 영어와 마오리 이중 이름을 갖고 있거나 드물게 이중 마오리 이름 또는 이중 영어 이름을 가지고 있다. 대부분의 이름은 공식적으로 지정된 적이 없지만, 권위 있는 출판물에 언급되면 기록된 이름으로 간주된다. 뉴질랜드의 구어체 지명은 그 지역의 오락적 가치에 대한 아이러니한 시각에서 비롯되거나 광고 모토를 이용한 말장난, 또는 전체 이름의 축약형으로 나타다. 일부 지역은 《반지의 제왕》 영화의 성공을 이용해 자신들을 영화와 연관 짓기 위해 노력하기도 했다.